# Jogi (film 2005)
Jogi è un film del 2005, diretto da Prem.

## Colonna sonora
1. S. P. Balasubrahmanyam – Yelu Male Myaleri
2. Sonu Kakkar, Gurukiran – Bin Ladennu Nan Maava
3. Prem – Beduvenu Varavannu
4. Sunidhi Chauhan, Hariharan, B. Jayashree – Chikubuku Railu
5. Gurukiran, Gururaj Hoskote, Prem, Vijay Yesudas – Hodi Maga
6. Sunitha, Shankar Mahadevan – Ello Jogappa